# Hey Stoopid
A Hey Stoopid Alice Cooper 19. stúdióalbuma pályafutása során. Az albumon olyan zenészek működtek közre mint Mick Mars (Mötley Crüe), Slash (Guns N’ Roses), Ozzy Osbourne, Vinnie Moore, Steve Vai, Nikki Sixx (Mötley Crüe).

## Tartalma
1. "Hey Stoopid" – 4:34
2. "Love's a Loaded Gun" – 4:11
3. "Snakebite" – 4:33
4. "Burning Our Bed" – 4:34
5. "Dangerous Tonight" – 4:41
6. "Might as Well Be on Mars" – 7:09
7. "Feed My Frankenstein" – 4:44
8. "Hurricane Years" – 3:58
9. "Little by Little" – 4:35
10. "Die for You" – 4:16
11. "Dirty Dreams" – 3:29
12. "Wind-Up Toy" – 5:27
13. *"It Rained All Night" - 3:54

## Fordítás
- Ez a szócikk részben vagy egészben  a   Hey Stoopid című angol Wikipédia-szócikk fordításán alapul.  Az eredeti cikk szerkesztőit annak laptörténete sorolja fel. Ez a jelzés csupán a megfogalmazás eredetét és a szerzői jogokat jelzi, nem szolgál a cikkben szereplő információk forrásmegjelöléseként.